# Vincere insieme (film 2010)
Vincere insieme (The Cutting Edge: Fire & Ice) è un film per la televisione statunitense andato in onda su ABC Family il 14 marzo 2010. È il seguito di Inseguendo la vittoria (2008).
In Italia è andato in onda su Sky Cinema Family il 13 febbraio 2011 e su La5 il 27 novembre 2013.

## Trama
La carriera sul ghiaccio di Alexandra "Alex" Delgado è finita dopo che il suo partner si è gravemente infortunato; anche la loro storia d'amore è giunta a una conclusione e la ragazza ha rinunciato alla competizione, diventando allenatrice di un gruppo di bambine. Intanto, il pattinatore di velocità James McKinsey viene bandito per aver aggredito un compagno di squadra e il suo manager decide di farlo cimentare nel pattinaggio di coppia. James sceglie Alex come partner e, nonostante le resistenze iniziali, la ragazza accetta di tornare sul ghiaccio. Giorno dopo giorno i due si innamorano ma a causa di un equivoco si lasciano come coppia di pattinaggio sul ghiaccio, il giorno della finale gareggiano insieme e alla fine si baciano confessando i propri sentimenti.